# Obata Hideyoshi
Obata Hideyoshi (小畑英良, おばた ひでよし) (2 tháng 4 năm 1890 - 11 tháng 8 năm 1944) là một vị tướng của Lục quân Đế quốc Nhật Bản trong Thế chiến thứ hai. Ông đã mổ bụng tự sát (seppuku) sau thất bại của quân Nhật trong trận Guam vào năm 1944.

## Tiểu sử
Obata quê ở quận Osaka. Ông tốt nghiệp khóa 23 Trường Sĩ quan Lục quân (Đế quốc Nhật Bản) vào tháng 12 năm 1911 và được đưa vào hoạt động ở quân chủng kị binh với quân hàm trung úy. Năm 1919, ông tốt nghiệp khóa 31 Đại học Lục quân và được phong quân hàm đại úy.
Obata là thành viên của nhóm ái quốc cực đoan Hoàng đạo phái (Kōdōha) dưới sự chỉ huy của Araki Sadao, chủ trương cổ vũ sức mạnh tinh thần của quân đội bằng cách đề cao tinh thần thượng võ và vai trò của Thiên hoàng. Đối lập với Hoàng đạo phái là Thống chế phái (Toseiha) do Ugaki Kazushige đứng đầu.
Từ 1923-1927, Obata trở thành tùy viên quân sự tại Vương quốc Anh và từ năm 1927-1934 là tại Ấn Độ thuộc Anh. Tháng 8 năm 1934, ông được phong hàm đại tá khi đang phục vụ trong quân chủng kị binh và triệu hồi về Nhật để làm việc trong Bộ tổng tham mưu Lục quân Đế quốc Nhật Bản.
Obata được phong hàm thiếu tướng vào tháng 3 năm 1938 và được chuyển từ kị binh sang không lực lục quân. Ông được bổ nhiệm làm hiệu trưởng trường Không lực lục quân Akeno tháng 8 năm 1938. Tháng 12 năm 1940, ông được phong hàm trung tướng và bổ nhiệm làm chỉ huy Không đoàn 5 đóng tại Đài Loan khi Chiến tranh Thái Bình Dương bắt đầu. Sau đó, ông được điều đến mặt trận Miến Điện vào năm 1942. Tháng 5 năm 1943, ông trở thành tổng tư lệnh Không lực 3 Lục quân nhưng lại được triệu hồi về Tokyo tháng 12 cùng năm.
Ngày 18 tháng 2 năm 1944, Obata được giao chỉ huy Quân đoàn 31 với 2 sư đoàn 29 và 53 làm nhiệm vụ phòng thủ quần đảo Mariana. Khi quân Đồng Minh chuẩn bị đổ bộ, Obata đã yêu cầu gửi thêm xi măng, sắt thép để làm hệ thống phòng thủ nhưng phần lớn đồ tiếp tế đã bị đánh chìm xuống đáy biển. Khi quân Mỹ đổ bộ lên Saipan, Obata đã cho dời sở chỉ huy của mình đến đảo Guam. Tại đây, ông đã cùng trung tướng Takeshi Takashina làm nhiệm vụ bảo vệ đảo. Tuy nhiên, khi quân Mỹ đổ bộ chiếm Guam vào ngày 21 tháng 7, quân Nhật đã nhanh chóng bị quân lực và hỏa lực Mỹ áp đảo. Sau khi tướng Takashina chết vào ngày 28 tháng 7, quyền chỉ huy được chuyển giao cho Obata và quân Nhật tiếp tục kháng cự thêm 2 tuần nữa. Cuối cùng, khi thấy không còn giữ được đảo, Obata đã ra lệnh cho những người lính của mình chiến đấu đến chết rồi thực hiện mổ bụng tự sát (seppuku) vào ngày 11 tháng 8 năm 1944. Sau khi chết, ông được truy phong quân hàm đại tướng.

### Sách
- Lê Vinh Quốc-Huỳnh Văn Tòng (2000). Cuộc chiến tranh Thái Bình Dương (1941-1945) - Quyển 2. Việt Nam: Nhà xuất bản Giáo dục.
- Dupuy, Trevor N. (1992). Bách khoa toàn thư Tiểu sử Quân đội. I B Tauris & Co Ltd. ISBN 1-85043-569-3.
- Fuller, Richard (1992). Shokan: Hirohito's Samurai. London: Arms and Armor. ISBN 1-85409-151-4.
- Gailey, Harry (1988). Giải phóng đảo Guam (21/7 - 10/8). Novato, California, U.S.A.: Presidio Press. ISBN 0-89141-651-X.
- Hayashi, Saburo (1959). Kogun: Quân đội Nhật Bản trong Chiến tranh Thái Bình Dương. Cox, Alvin D. Quantico, VA: The Marine Corps Association.

### Web
- Ammenthorp, Steen. “Obata Hideyoshi”. Đại tướng trong Thế chiến II.
- Budge, Kent. “Obata, Hideyoshi”. Bách khoa toàn thư Trực tuyến Chiến tranh Thái Bình Dương.
- Chen, Peter. “Obaya, Hideyoshi”. Cơ sở dữ liệu Thế chiến II.
- O'Brian, Cyril J. “LIBERATION:Marines in the Recapture of Guam”. Marines in World War II Commemorative Series.